# Lady Maravilla
Lady Maravilla, född 22 oktober 1994 i Monterrey i Nuevo León är en mexikansk luchadora (fribrottare) som brottats regelbundet i Mexikos största förbund, Lucha Libre AAA Worldwide 2015–2016 och sedan 2018. I slutet av 2016 och under 2017 brottades hon i det konkurrerande förbundet, Consejo Mundial de Lucha Libre.
Som många andra mexikanska fribrottare uppträder hon under en mask, enligt traditionerna inom lucha libre. Hennes riktiga namn och identitet är inte känd av allmänheten.